# روي كروس
روي كروس (بالإنجليزية: Roy Cross)‏ (4 ديسمبر 1947 في المملكة المتحدة - ) هو لاعب كرة قدم بريطاني في مركز الدفاع. لعب مع بورت فايل ونادي والسول ونونيتون بورو ‏.

## وصلات خارجية
- روي كروس على موقع قاعدة بيانات كرة القدم.إي يو (الإنجليزية)